# Nati nel 1018
| Questa pagina contiene informazioni ricavate automaticamente dalle voci biografiche con l'ausilio del template Bio e di un bot. L'aggiornamento è periodico e automatico e ricostruisce completamente la pagina. Se manca una persona in questa lista, sei pregato di non aggiungerla, ma accertati piuttosto che la sua voce biografica contenga il template Bio e che i dati anagrafici siano correttamente compilati. Se il template Bio manca, inseriscilo tu stesso o, in alternativa, metti l'avviso {{tmp\|Bio}} che ne segnala la mancanza. Se i dati riportati sono sbagliati, correggi direttamente la voce biografica; le modifiche saranno visibili in questa lista entro pochi giorni. Per chiarimenti vedi il progetto biografie. La lista contiene solo le 6 persone che sono citate nell'enciclopedia e per le quali è stato implementato correttamente il template Bio. Pagina aggiornata al 13 gen 2025. |

- 10 aprile - Nizam al-Mulk, scrittore persiano († 1092)
- 31 agosto - Jeongjong II di Goryeo, re coreano († 1046)
- Bagrat IV di Georgia, sovrano georgiano († 1072)
- Corrado di Walbeck, nobile tedesco († 1073)
- Michele Psello, filosofo, scrittore e politico bizantino († 1096)
- Wen Tong, pittore e poeta cinese († 1079)